# Alexandria Airlines
Alexandria Airlines is een Egyptische luchtvaartmaatschappij met haar thuisbasis in Caïro.

## Geschiedenis
Alexandria Airlines is opgericht in 2007 door Jordan Aviation.

## Vloot
De vloot van Alexandria Airlines bestaat uit:(juli 2016)
- 1 Boeing B737-500